# Virgen de la Bien Aparecida
La Virgen de la Bien Aparecida es la patrona de la diócesis de Santander desde su declaración por parte del papa Pío X en 1905. También es patrona de la comunidad autónoma de Cantabria. Se encuentra en el municipio cántabro de Ampuero, ubicado en la comarca de Asón-Agüera, en la parte oriental de la comunidad.

## Historia
La aparición de su pequeña imagen de 21 cm, tuvo lugar el año 1605 en la ventana de una ermita situada en el alto de Marrón (cerca de Hoz de Marrón), en el municipio de Ampuero, y desde 1905 es patrona de la diócesis y región, habiendo sido coronada canónicamente por el obispo de Cantabria en 1955.
En el año 1752, los cántabros o montañeses, siendo conocidos por esta última denominación por el resto de españoles y en América, residentes en Madrid fundan la Congregación de Nacionales de las Montañas de Burgos, también llamada Congregación de Nacionales de la Montaña, bajo el patronazgo de la Bien Aparecida, imagen que veneraban en la iglesia de San Felipe el Real. 
La Bien Aparecida era ya tratada por los cántabros como su patrona, mucho antes de que  fuera declarada oficialmente. Así vemos como en el "Diario curioso, erudito, económico y comercial" de Madrid - Página 292- con fecha 8 de septiembre de 1786-, se dice:

Igualmente se celebra fiesta á María Santísima por su Real Congregación de Nacionales de las Montañas de Burgos , Provincia de Cantabria, que con el título de Bien Aparecida se venera en la Iglesia del Convento de S. Felipe el Real.
Diario curioso, erudito, económico y comercial. 8 de septiembre de 1786

Años más tarde, en el "Diario de Madrid" - página 291 - con fecha 7 de septiembre de 1807, también se habla de la Bien Aparecida: 

La Real Congregación de Nacionales de las Montañas de Burgos y Santander, Provincia de Cantabria, dedicada a María Santísima, que se venera con el título de Bien-Aparecida en la iglesia del convento de San Felipe el Real de esta corte, celebra su fiesta a esta señora el día 8 del corriente mes, en cuyo día y el 9 siguiente el jubileo de las quarenta horas en dicha iglesia.
Diario de Madrid. 7 de septiembre  de 1807

Un año siguiente, y nuevamente en el "Diario de Madrid" - página 171 - con fecha 7 de septiembre de 1808, también se habla de la Bien Aparecida: 

La Real Congregación de Nacionales de las Montañas de Burgos y Santander, Provincia de Cantabria, dedicada a María Santísima, que se venera con el título de Bien-Aparecida en la iglesia del convento de San Felipe el Real de esta corte, celebra su fiesta a esta señora el día 8 del presente, en cuyo día y el 7 anterior está el jubileo de la Quarenta horas en dicha iglesia.
Diario de Madrid. 7 de septiembre  de 1808

Por tanto, aunque oficialmente la Bien Aparecida es patrona de Cantabria desde 1906, ya en el siglo XVIII lo era de forma popular.

## Festividad
Su fiesta se celebra el 15 de septiembre con una gran concentración en su santuario.
Cabe destacar que la localidad de Ampuero también acoge los únicos encierros de toda Cantabria, lo cual hace que este sea un lugar aún más señalado si cabe.
Cercano a esa fecha, el 9 de septiembre de 2005, finalizó en el Santuario de la Bien Aparecida una etapa de la Vuelta a España.

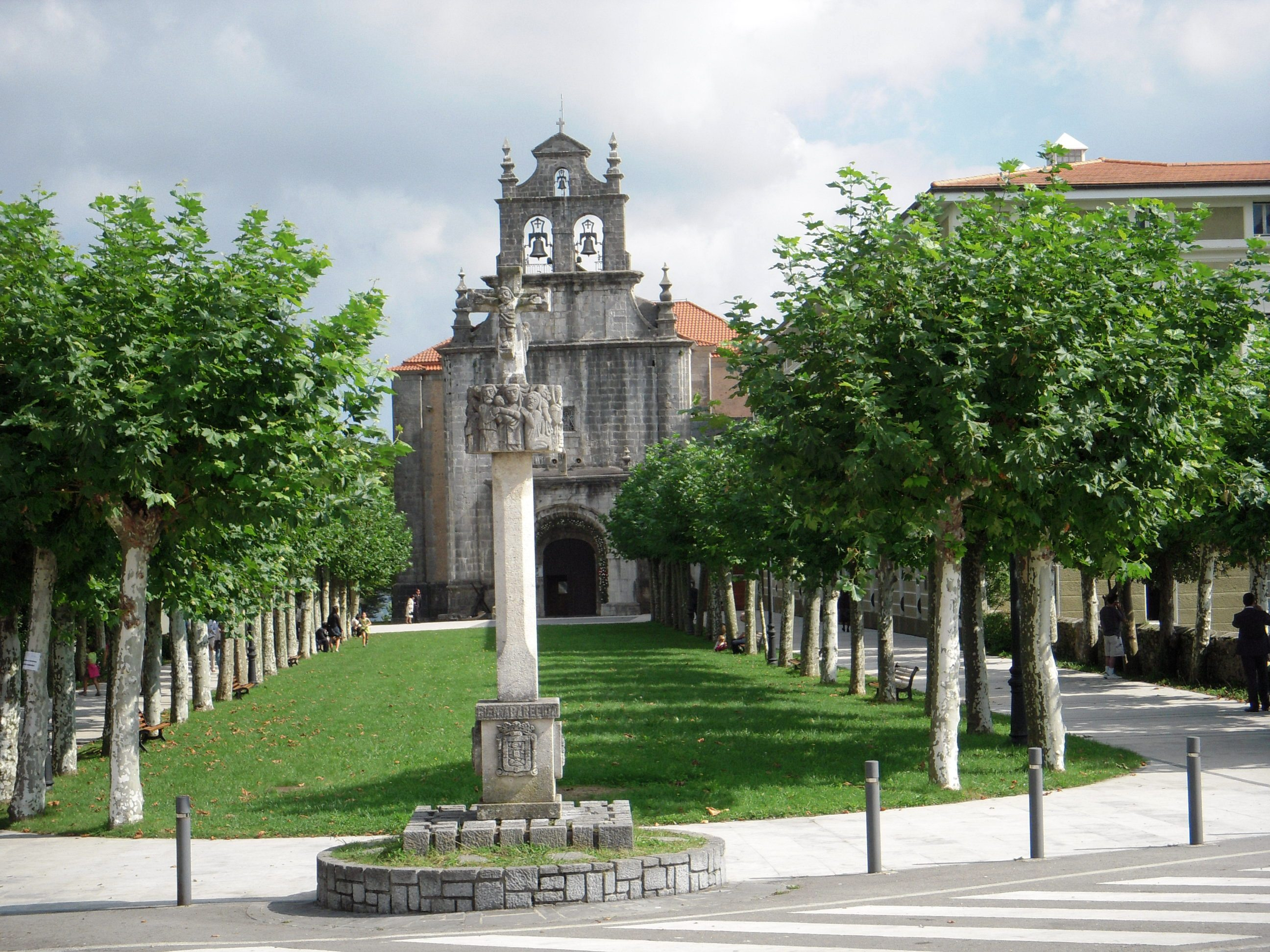
Patrona de Cantabria

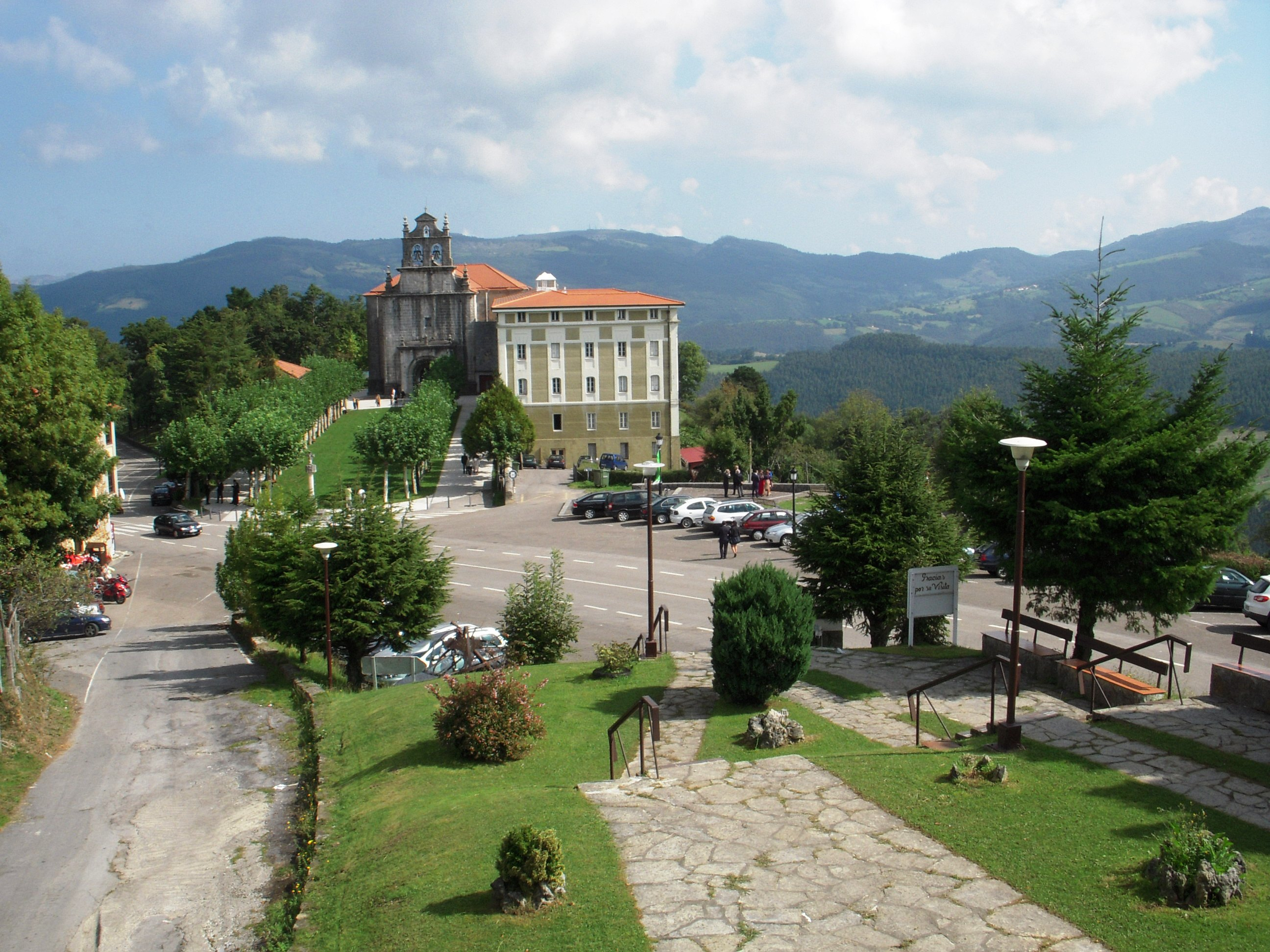
La Bien Aparecida es la patrona de los Montañeses

## Imagen
La imagen de la Virgen Bien Aparecida es una talla de reducidas dimensiones: 21,6 centímetros (incluido el pedestal). Las facciones del rostro y de la cabellera tienen un delicado barniz. Su parte delantera está estofada y la de detrás es plana. Tiene el manto levemente recogido con la mano derecha y el vestido es dorado con los pliegues en azul. El pedestal consta de cuatro franjas: la superior verde, las dos centrales doradas y la inferior negra. Los vestidos del Niño son de color mate. No se sabe quién modeló la imagen y se desconoce su origen. Su antigüedad no es anterior al siglo XV y actualmente se conserva intacta, cubierta con vestiduras de gran belleza.

## Himno
¡Oh Virgen querida, Bien Aparecida!
Reina nuestra eres, danos tu favor.
En la cumbre alzaste tu trono de gloria,
alza en nuestros pechos un trono de amor.
Tienes nuestro cielo para Ti doseles.
Tienes por alfombra campos de verdor:
Hacia a Ti subiendo miles de hijos fieles,
cantan como alondras cánticos de amor.
¡Oh Virgen querida, Bien Aparecida!
Oye si gemimos nuestro acerbo llanto.
Trueca los lamentos en triunfal clamor.
Oye complacida nuestro alegre canto,
si del pecho brotan himnos en tu honor.